# Nothhelm de Cantorbéry
Pour le roi de Sussex, voir Nothhelm de Sussex.
Nothhelm est un ecclésiastique anglo-saxon mort le 17 octobre 739. Il est le dixième archevêque de Cantorbéry, de 735 à sa mort. Bède le Vénérable le cite dans la préface de l’Histoire ecclésiastique du peuple anglais comme l'une de ses sources pour l'histoire du Kent. Après sa mort, il est considéré comme un saint, avec une fête le 17 octobre.

## Biographie

### Origines
Contemporain de Boniface et de Bède le Vénérable, Nothhelm fournit à ce dernier des informations provenant de la bibliothèque pontificale après un séjour à Rome. Il travaille également pour Bède sur l'histoire du Kent et des régions voisines, et lui transmet ses informations par l'entremise de l'abbé Albinus, du monastère Saint-Augustin de Cantorbéry. Avant d'être nommé archevêque, il est l'archiprêtre de la cathédrale Saint-Paul de Londres.

### Archevêque
Nothhelm est sacré archevêque de Cantorbéry en 735. Le pape Grégoire III lui envoie le pallium, symbole de son autorité, l'année suivante. Il est possible qu'il ait été nommé par le roi Æthelbald de Mercie, dont il est l'un des conseillers. Que ce soit ou non le cas, sa nomination, comme celle d'autres Merciens dans les années 730-740, reflète la montée en puissance du royaume de Mercie durant cette période.
En 736 ou 737, Nothhelm organise un synode pour régler une dispute concernant la propriété d'un monastère situé à Withington, dans le Gloucestershire. Neuf évêques y assistent, mais aucun roi. La décision du synode est ainsi rendue sans supervision séculière, ce qui est inhabituel. Nothhelm supervise également la réorganisation des diocèses de Mercie en 737. Il sacre Witta évêque de Lichfield et Torhthelm évêque de Leicester. C'est cette date qui marque la fondation concrète de l'évêché de Leicester, après plusieurs tentatives antérieures d'y établir un siège épiscopal. Durant son bref archiépiscopat, il sacre également les évêques Cuthbert de Hereford, Herewald de de Sherborne et Æthelferth d'Elmham.
Bède dédie à Nothhelm son In regum librum XXX quaestiones, une réponse à trente questions sur les deux Livres des Rois que lui a posées l'archevêque. Il est possible que Bède ait également écrit son De VIII quaestionibus pour lui.
Boniface écrit à Nothhelm durant son archiépiscopat pour lui demander une copie du Libellus responsionum du pape Grégoire le Grand, dont il a besoin dans son œuvre de missionnaire. Il lui demande également des informations sur la date d'arrivée de la mission grégorienne en Angleterre. L'historien Suso Brechter avance que cette copie du Libellus responsionum est un faux conçu par Nothhelm et un archidiacre romain. Ses arguments ont été réfutés par un autre historien, Paul Meyvaert, mais l'authenticité du texte, quoique généralement acceptée, reste imparfaitement prouvée.

### Mort et postérité
Nothhelm meurt le 17 octobre 739. Il est inhumé en la cathédrale de Cantorbéry. Considéré comme un saint, il est fêté le 17 octobre. Il subsiste une eulogie de Nothhelm en vers dans un manuscrit du XVIe siècle conservé à Lambeth Palace.